# Christian Bruderer
Christian Bruderer (* 10. Dezember 1968) ist ein ehemaliger guatemaltekischer Skirennläufer.

## Karriere
Bruderer trat lediglich bei den Olympischen Winterspielen 1988 in Calgary als Rennläufer in Erscheinung. Dort belegte er als beste Platzierung den 50. Rang im Super-G.

## Privates
Sein Bruder Carlos Andrés nahm 1988 ebenfalls als Skirennläufer an den Olympischen Winterspielen teil.

## Erfolge

### Olympische Winterspiele
- Calgary 1988: 50. Super-G, DNF Riesenslalom, DNF Slalom